# HD 204943
HD 204943，又名CD-2515479，SAO 190423、HR 8235，是一颗恒星，视星等为6.43，位于銀經24.54，銀緯-45.47，其B1900.0坐标为赤經21h 26m 47.6s，赤緯-25° -45.47′ 55″。